# Леонцин (гміна)
Гміна Леонцин (пол. Gmina Leoncin) — сільська гміна у центральній Польщі. Належить до Новодворського повіту Мазовецького воєводства.
Станом на 31 грудня 2011 у гміні проживало 5435 осіб.

## Площа
Згідно з даними за 2007 рік площа гміни становила 158.84 км², у тому числі:
- орні землі: 38.00%
- ліси: 50.00%

Таким чином, площа гміни становить 22.97% площі повіту.

## Населення
Станом на 31 грудня 2011:
| Опис     | Загалом | Загалом | Чоловіки | Чоловіки | Жінки | Жінки |
| -------- | ------- | ------- | -------- | -------- | ----- | ----- |
| одиниця  | осіб    | %       | осіб     | %        | осіб  | %     |
| все      | 5435    | 100     | 2683     | 49.37    | 2752  | 50.63 |
| міське   | 0       | 100     | 0        |          | 0     |       |
| сільське | 5435    | 100     | 2683     | 49.37    | 2752  | 50.63 |

## Сусідні гміни
Гміна Леонцин межує з такими гмінами: Брохув, Закрочим, Кампінос, Лешно, Червінськ-над-Віслою, Чоснув.